# Kimberley Nixonová
Kimberley Nixonová (* 24. září 1985, Bristol) je v Anglii narozená velšská herečka.

## Osobní život
Narodila se v jihoanglickém Bristolu a spolu se šesti bratry vyrostla ve velšském Pontypriddu. Vystudovala Královskou velšskou akademii hudby a umění v Cardiffu, kde ještě před absolutoriem roku 2007 podepsala smlouvu s Universal Studios poté, co se objevila ve školní adaptaci rockové opery The Who Quadrophenia.

## Herecká kariéra
První hereckou příležitost získala na podzim roku 2007 rolí dívky bez matky Sophy Huttonové v televizním seriálu BBC One Cranford podle stejnojmenné předlohy, v němž si zahrála po boku Judi Denchové. V roce 2008 se objevila ve filmech Divoška a On je fakt boží!.
V září 2008 debutovala na divadelní scéně, když ztvárnila postavu Griety v adaptaci hry Girl With A Pearl Earring (Dívka s perlovou náušnicí).
Roku 2009 si zahrála ve snímcích Lekce neslušného chování, Cherrybomb vedle Ruperta Grinta, a Black Death.

## Filmografie
| Film     | Film                                      | Film            | Film          |
| Rok      | Název                                     | Role            | Poznámka      |
| -------- | ----------------------------------------- | --------------- | ------------- |
| 2008     | On je fakt boží!                          | Lindsay         | vedlejší role |
| 2008     | Divoška                                   | Kate            | vedlejší role |
| 2008     | Lekce neslušného chování                  | Hilda Whittaker | vedlejší role |
| 2009     | Cherrybomb                                | Michelle        | hlavní role   |
| 2010     | Black Death                               | Averill         | hlavní role   |
| Televize |                                           |                 |               |
| Rok      | Název                                     | Role            | Poznámka      |
| 2007     | Cranford                                  | Sophy Hutton    | 5 dílů        |
| 2009     | Hercule Poirot:Tragédie o třech jednáních | Vajíčko         |               |
| 2010     | Právo a pořádek                           | Sally           | Díl: 4.2      |